# 5330 Senrikyu
5330 Senrikyu eller 1990 BQ1 är en asteroid i huvudbältet, som upptäcktes den 21 januari 1990 av den japanske amatörastronomen Atsushi Sugie i Dynic-observatoriet. Den är uppkallad efter japanen Sen no Rikyu.
Asteroiden har en diameter på ungefär 16 kilometer.